# Stenodactylus mauritanicus
Stenodactylus mauritanicus — вид геконоподібних ящірок родини геконових (Gekkonidae). Мешкає в Північній Африці.

## Поширення і екологія
Stenodactylus mauritanicus мешкають в Західній Сахарі, Марокко, Алжирі, Тунісі, Лівії і Єгипті. Вони живуть в пустелі Сахара.